# LBB 2
Die Dampflokomotive Nr. 2 der LBB wurde von der 1910 gegründeten Lindfors-Bosjöns Järnvägsaktiebolag (Lindfors–Bosjöbanan, LBB) 1915 von Orenstein & Koppel in Berlin mit der Baunummer 7300 für die 1913 eröffnete Bahnstrecke Lindfors–Bosjön beschafft.

## Geschichte
Bei der Eröffnung der Strecke im Jahre 1913 war die Lokomotive LBB 1 mit dem Namen Pedder die einzige Lokomotive. Der zunehmende Verkehr der Waldbahn erforderte eine weitere Lokomotive, um auch bei Ausfällen die Strecke bedienen zu können.
Nach dem Konkurs der Betreibergesellschaft sowie ihrer Nachfolgergesellschaft und vor der 1929 erfolgten Übernahme der Strecke durch die Uddeholms AB nahm der Verkehr ab, so dass diese Lokomotive, die den Namen Lotta erhalten hatte und Speichenräder besaß, für den Betrieb ausreichte.
Nach der vollständigen Stilllegung der Strecke 1949 wurde Lotta im Lokschuppen in Lindfors gard hinterstellt und dort 1958 verschrottet.